# Carlos Novas
Carlos Novas Mateo (Santo Domingo, República Dominicana; 31 de enero de 1992), es un jugador de baloncesto austríaco de 1,98 metros de altura que juega en la posición de alero, que actualmente milita en el Lille Métropole Basket Clubs del Campeonato de Francia de Baloncesto Pro B.

## Carrera deportiva
Novas se formó en Austria, en Viena, con un paso en Júnior por Alemania, y desde pequeño contó siempre para todas las selecciones austriacas de categorías inferiores. Su primer año de Pro lo jugó en la 10/11 en un equipo formador en Austria como era Arkadia en aquella época, pero no encontró hueco. De ahí pasó la siguiente temporada a la CBA canaria para continuar con su mejora individual y seguir así progresando como jugador.
Volvió a Austria en la 12/13, a un Gmunden donde era el combo forward de segunda unidad y después de dos años se fue a Oberwart para ser titular (21 minutos, 7.8 puntos, 1.8 rebotes). La temporada siguiente (15/16), la que debería ser la de su progresión, consiguió un contrato temporal en Arkadia de nuevo, pero solo jugó 11 partidos, y tras expirar su firma se fue a su país de nacimiento, firmando con Plaza Valerio (Torneo de Santiago, liga local); allí, incluso fue elegido en el Draft de la LNB dominicana, pero no llegó a jugar esa 2016. De vuelta a Europa (16/17), la liga elegida fue una Regionalliga alemana (equivalente a la EBA española) donde, en un equipo potente y con varios extranjeros como el Koblenz, cuajó una loable temporada hasta que se lesionó (15.7 puntos, 3.9 rebotes). Se recuperó para el final de temporada, y en verano de 2016 debutaba en la LNB dominicana con Indios.
La campaña 2017/18 volvió a Austria, y el equipo que confió en él fue Wels, respondiendo Novas de manera inmejorable (26 minutos, 13.4 puntos, 3.0 rebotes). Lo mejor fue que por fin pareció madurar como se esperaba de él, lo que le llevó al All-Star austriaco y a representar a Austria en la Fase de Clasificación para el Mundial 2019 (aunque solo 5 minutos de media para 1.8 puntos.
En julio de 2018 se confirma su fichaje por el Club Baloncesto Ciudad de Valladolid para jugar en la Leb Oro.